# Thiverny
Thiverny est une commune française située dans le département de l'Oise, en région Hauts-de-France.

## Géographie
|          | Montataire           |
| Cramoisy |                      |
|          | Saint-Leu-d'Esserent |

Avec une superficie très réduite de seulement 2,06 km2, Thiverny est la septième commune la moins étendue du département de l'Oise.

### Hydrographie

#### Réseau hydrographique
La commune est située dans le bassin Seine-Normandie. Elle est drainée par le fossé 01 de la commune de Saint-Leu-D'Esserent,.

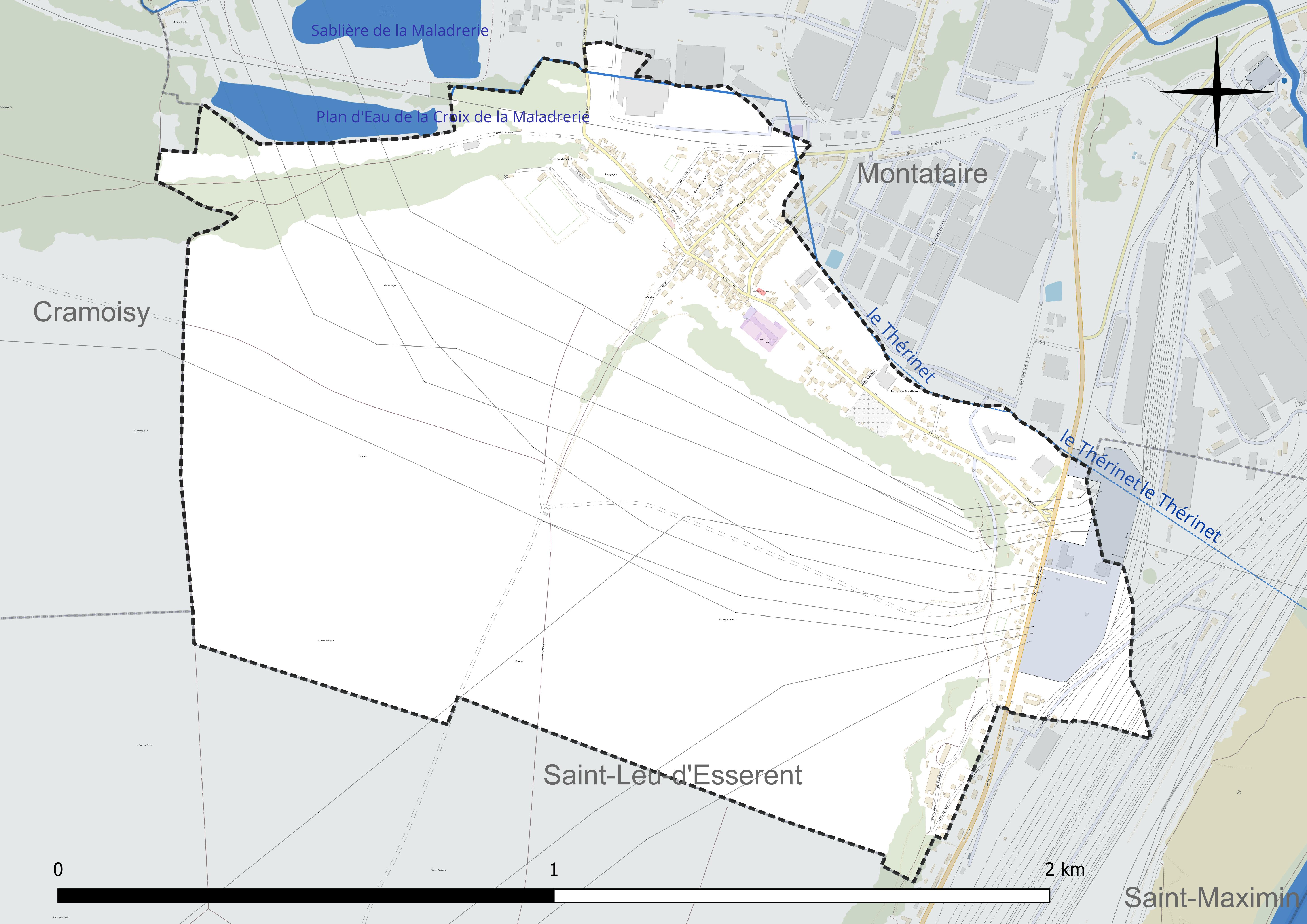
Réseau hydrographique de Thiverny.

#### Gestion et qualité des eaux
Le territoire communal est couvert par le schéma d'aménagement et de gestion des eaux (SAGE) « Sensée ». Ce document de planification concerne un territoire de 1 219 km2 de superficie, délimité par le bassin versant du Thérain. Le périmètre a été arrêté le 27 janvier 2023 et le SAGE proprement dit est, en 2024, en cours d'élaboration. La structure porteuse de l'élaboration et de la mise en œuvre est le syndicat intercommunal de la Vallée du Thérain (SIVT). 
La qualité des cours d'eau peut être consultée sur un site dédié géré par les agences de l'eau et l'Agence française pour la biodiversité. 

### Climat
Pour des articles plus généraux, voir Climat des Hauts-de-France et Climat de l'Oise.
En 2010, le climat de la commune est de type climat océanique dégradé des plaines du Centre et du Nord, selon une étude du CNRS s'appuyant sur une série de données couvrant la période 1971-2000. En 2020, Météo-France publie une typologie des climats de la France métropolitaine dans laquelle la commune est dans une zone de transition entre le climat océanique et le climat océanique altéré et est dans la région climatique  Nord-est du bassin Parisien, caractérisée par un ensoleillement médiocre, une pluviométrie moyenne régulièrement répartie au cours de l'année et un hiver froid (3 °C). 
Pour la période 1971-2000, la température annuelle moyenne est de 11 °C, avec une amplitude thermique annuelle de 14,7 °C. Le cumul annuel moyen de précipitations est de 650 mm, avec 10,2 jours de précipitations en janvier et 8 jours en juillet. Pour la période 1991-2020, la température moyenne annuelle observée sur la station météorologique la plus proche, située sur la commune de Creil à 4 km à vol d'oiseau, est de 11,2 °C et le cumul annuel moyen de précipitations est de 662,2 mm,. Pour l'avenir, les paramètres climatiques de la commune estimés pour 2050 selon différents scénarios d'émission de gaz à effet de serre sont consultables sur un site dédié publié par Météo-France en novembre 2022.
| Mois                                  | jan.             | fév.             | mars             | avril         | mai             | juin           | jui.           | août           | sep.            | oct.          | nov.             | déc.             | année      |
| ------------------------------------- | ---------------- | ---------------- | ---------------- | ------------- | --------------- | -------------- | -------------- | -------------- | --------------- | ------------- | ---------------- | ---------------- | ---------- |
| Température minimale moyenne (°C)     | 1,4              | 1,2              | 3,1              | 4,9           | 8,4             | 11,4           | 13,4           | 13,2           | 10,3            | 7,8           | 4,3              | 1,9              | 6,8        |
| Température moyenne (°C)              | 4,1              | 4,6              | 7,5              | 10,3          | 13,7            | 16,9           | 19,2           | 19             | 15,6            | 11,9          | 7,4              | 4,5              | 11,2       |
| Température maximale moyenne (°C)     | 6,8              | 8                | 12               | 15,6          | 19              | 22,4           | 24,9           | 24,8           | 20,9            | 15,9          | 10,5             | 7,2              | 15,7       |
| Record de froid (°C) date du record   | −21,6 17.01.1985 | −18,5 14.02.1956 | −11,4 08.03.1971 | −5,3 06.04.21 | −2,6 03.05.1981 | 0,7 01.06.1975 | 3,5 01.07.1960 | 3,2 01.08.1965 | −0,6 17.09.1971 | −5 28.10.03   | −11,3 24.11.1998 | −16,7 31.12.1970 | −21,6 1985 |
| Record de chaleur (°C) date du record | 15,9 27.01.03    | 21,4 28.02.1960  | 25,4 31.03.21    | 28 20.04.18   | 31,7 07.05.1976 | 36,4 27.06.11  | 41,6 25.07.19  | 39,3 09.08.20  | 35,3 15.09.20   | 28,3 01.10.11 | 20,7 08.11.15    | 16,9 07.12.00    | 41,6 2019  |
| Ensoleillement (h)                    | 492              | 867              | 1 417            | 2 008         |                 | 2 169          |                | 217            | 1 806           | 1 184         | 674              | 614              |            |
| Précipitations (mm)                   | 56,2             | 47,1             | 48,2             | 45,2          | 60              | 56             | 56             | 57,6           | 45              | 61,1          | 59,2             | 70,6             | 662,2      |

## Urbanisme

### Typologie
Au 1er janvier 2024, Thiverny est catégorisée ceinture urbaine, selon la nouvelle grille communale de densité à sept niveaux définie par l'Insee en 2022.
Elle appartient à l'unité urbaine de Creil, une agglomération intra-départementale regroupant 23  communes, dont elle est une commune de la banlieue,,. Par ailleurs la commune fait partie de l'aire d'attraction de Paris, dont elle est une commune de la couronne,. 

### Occupation des sols
L'occupation des sols de la commune, telle qu'elle ressort de la base de données européenne d'occupation biophysique des sols Corine Land Cover (CLC), est marquée par l'importance des territoires agricoles (67,1 % en 2018), une proportion identique à celle de 1990 (67,1 %). La répartition détaillée en 2018 est la suivante : 
terres arables (67,1 %), forêts (12,6 %), zones urbanisées (8,5 %), zones industrielles ou commerciales et réseaux de communication (8 %), eaux continentales (3,8 %). L'évolution de l'occupation des sols de la commune et de ses infrastructures peut être observée sur les différentes représentations cartographiques du territoire : la carte de Cassini (XVIIIe siècle), la carte d'état-major (1820-1866) et les cartes ou photos aériennes de l'IGN pour la période actuelle (1950 à aujourd'hui).

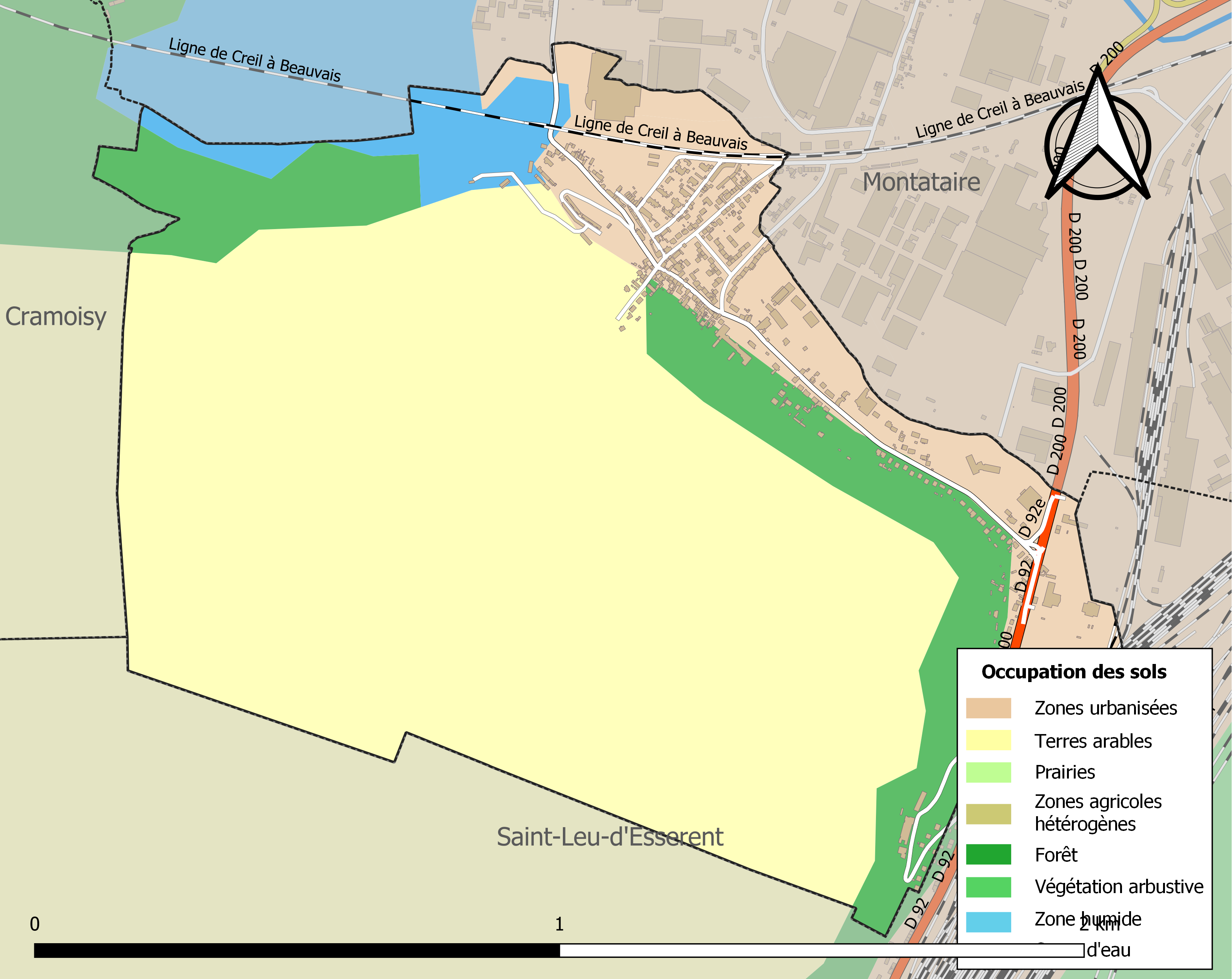
Carte des infrastructures et de l'occupation des sols de la commune en 2018 (CLC).

### Voies de communication et transports
La commune est desservie, en 2023, par la ligne F du réseau AXO. Les services de transport à la demande AXO+3 et AXO+4 complètent la desserte. Elle est également desservie par les lignes 646, 648 et 6243 du réseau interurbain de l'Oise.

## Toponymie
Le nom de la localité est attesté sous les formes « Tiverniacus in pago Belvacensi » (918) ; de Tiverniaco (vers 1107) ; in villa de Tyverniaco (vers 1145) ; Galterius militem de tiverni (1202) ; Triverni (1208) ; Triverniacus (1210) ; Tiverni (1237) ; super marisca de villa tiversa (1240) ; Tivergny (1240) ; villam de tiverni (1260) ; Thierni (1283) ; Pierre de Tivergni (1283) ; Petri de Tiverni (1285) ; Tyverni (1294) ; Tyverny (1362) ; Thivergny (1385) ; Tiverni les Montaterre (1414) ; Thiverni (1470) ; Tiverni (1470) ; Thiverny (1480) ; Thiverni lez Creeil (1482) ; Tiverni pres Montataire en Beauvoisis (1549) ; Tiverny (1667) ; Thiverny (XIXe).

## Histoire
Site hallstattien restauré par les Romains, détruit à la fin du Ier siècle, reconstruit à l'époque d'Antonin. Vestiges préhistoriques et antiques : habitat de Hallstatt, sanctuaire souterrain, sanctuaire gallo-romain, atelier de tailleurs de pierre. Anciennes carrières et champignonnières.

## Politique et administration
| Période                                  | Période                    | Identité              | Étiquette                 | Qualité           |
| ---------------------------------------- | -------------------------- | --------------------- | ------------------------- | ----------------- |
| Les données manquantes sont à compléter. |                            |                       |                           |                   |
| 1935                                     | 1945                       | Jean Cassé            |                           |                   |
| 1947                                     | mars 1977                  | Josette Yvette Moussy |                           |                   |
| mars 1977                                | mars 2001                  | Jean Ragon            | PCF                       |                   |
| mars 2001                                | mars 2020                  | Jean-Luc Dion         | PCF-Colère et espoir (CE) | Employé de bureau |
| mars 2020                                | En cours (au 14 juin 2020) | Michel Blary          | PCF                       |                   |

## Population et société

### Démographie

#### Évolution démographique
L'évolution du nombre d'habitants est connue à travers les recensements de la population effectués dans la commune depuis 1793. Pour les communes de moins de 10 000 habitants, une enquête de recensement portant sur toute la population est réalisée tous les cinq ans, les populations de référence des années intermédiaires étant quant à elles estimées par interpolation ou extrapolation. Pour la commune, le premier recensement exhaustif entrant dans le cadre du nouveau dispositif a été réalisé en 2008.

En 2022, la commune comptait 1 061 habitants, en évolution de +0,47 % par rapport à 2016 (Oise : +0,87 %, France hors Mayotte : +2,11 %).
| 1793 | 1800 | 1806 | 1821 | 1831 | 1836 | 1841 | 1846 | 1851 |
| ---- | ---- | ---- | ---- | ---- | ---- | ---- | ---- | ---- |
| 82   | 86   | 92   | 92   | 82   | 100  | 128  | 140  | 145  |

| 1856 | 1861 | 1866 | 1872 | 1876 | 1881 | 1886 | 1891 | 1896 |
| ---- | ---- | ---- | ---- | ---- | ---- | ---- | ---- | ---- |
| 179  | 186  | 256  | 282  | 275  | 284  | 281  | 270  | 313  |

| 1901 | 1906 | 1911 | 1921 | 1926 | 1931 | 1936 | 1946 | 1954 |
| ---- | ---- | ---- | ---- | ---- | ---- | ---- | ---- | ---- |
| 351  | 342  | 415  | 502  | 719  | 814  | 758  | 674  | 813  |

| 1962  | 1968  | 1975  | 1982  | 1990  | 1999  | 2006 | 2008 | 2013  |
| ----- | ----- | ----- | ----- | ----- | ----- | ---- | ---- | ----- |
| 1 039 | 1 145 | 1 210 | 1 160 | 1 109 | 1 087 | 979  | 948  | 1 066 |

| 2018  | 2022  | - | - | - | - | - | - | - |
| ----- | ----- | - | - | - | - | - | - | - |
| 1 073 | 1 061 | - | - | - | - | - | - | - |

#### Pyramide des âges
La population de la commune est relativement jeune.
En 2018, le taux de personnes d'un âge inférieur à 30 ans s'élève à 41,2 %, soit au-dessus de la moyenne départementale (37,3 %). À l'inverse, le taux de personnes d'âge supérieur à 60 ans est de 17,8 % la même année, alors qu'il est de 22,8 % au niveau départemental.
En 2018, la commune comptait 545 hommes pour 528 femmes, soit un taux de 50,79 % d'hommes, légèrement supérieur au taux départemental (48,89 %).
Les pyramides des âges de la commune et du département s'établissent comme suit.
| Hommes | Classe d’âge | Femmes |
| ------ | ------------ | ------ |
| 0,4    | 90 ou +      | 0,2    |
| 3,9    | 75-89 ans    | 5,3    |
| 11,7   | 60-74 ans    | 14,2   |
| 21,5   | 45-59 ans    | 18,6   |
| 21,8   | 30-44 ans    | 20,1   |
| 18,9   | 15-29 ans    | 20,3   |
| 21,8   | 0-14 ans     | 21,4   |

| Hommes | Classe d’âge | Femmes |
| ------ | ------------ | ------ |
| 0,5    | 90 ou +      | 1,4    |
| 5,5    | 75-89 ans    | 7,6    |
| 15,6   | 60-74 ans    | 16,3   |
| 20,8   | 45-59 ans    | 20     |
| 19,4   | 30-44 ans    | 19,4   |
| 17,6   | 15-29 ans    | 16,2   |
| 20,6   | 0-14 ans     | 19,1   |

## Lieux et monuments

### Monument historique
Thiverny compte un  monument historique sur son territoire

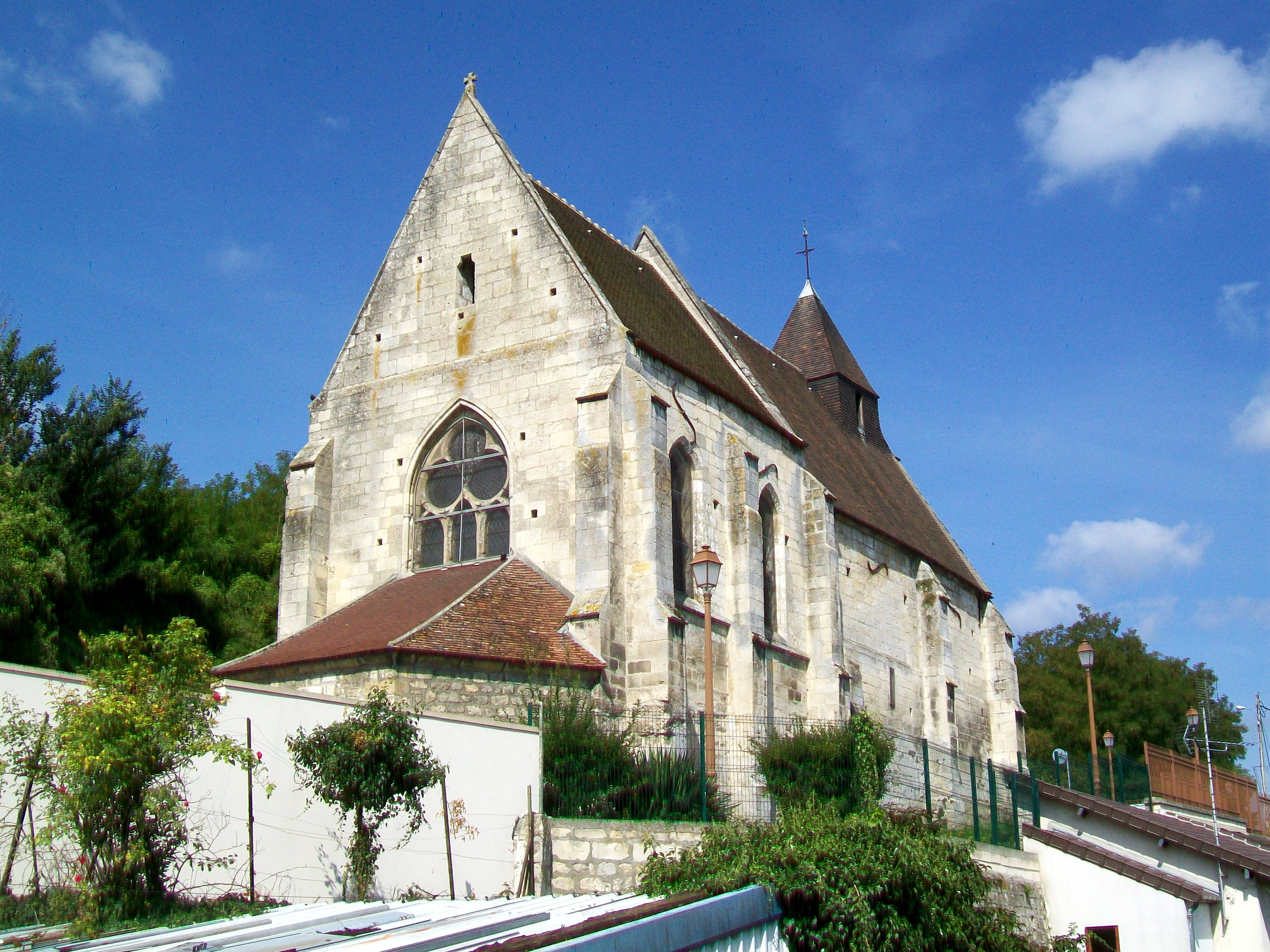
L'église Saint-Leufroy depuis l'est.

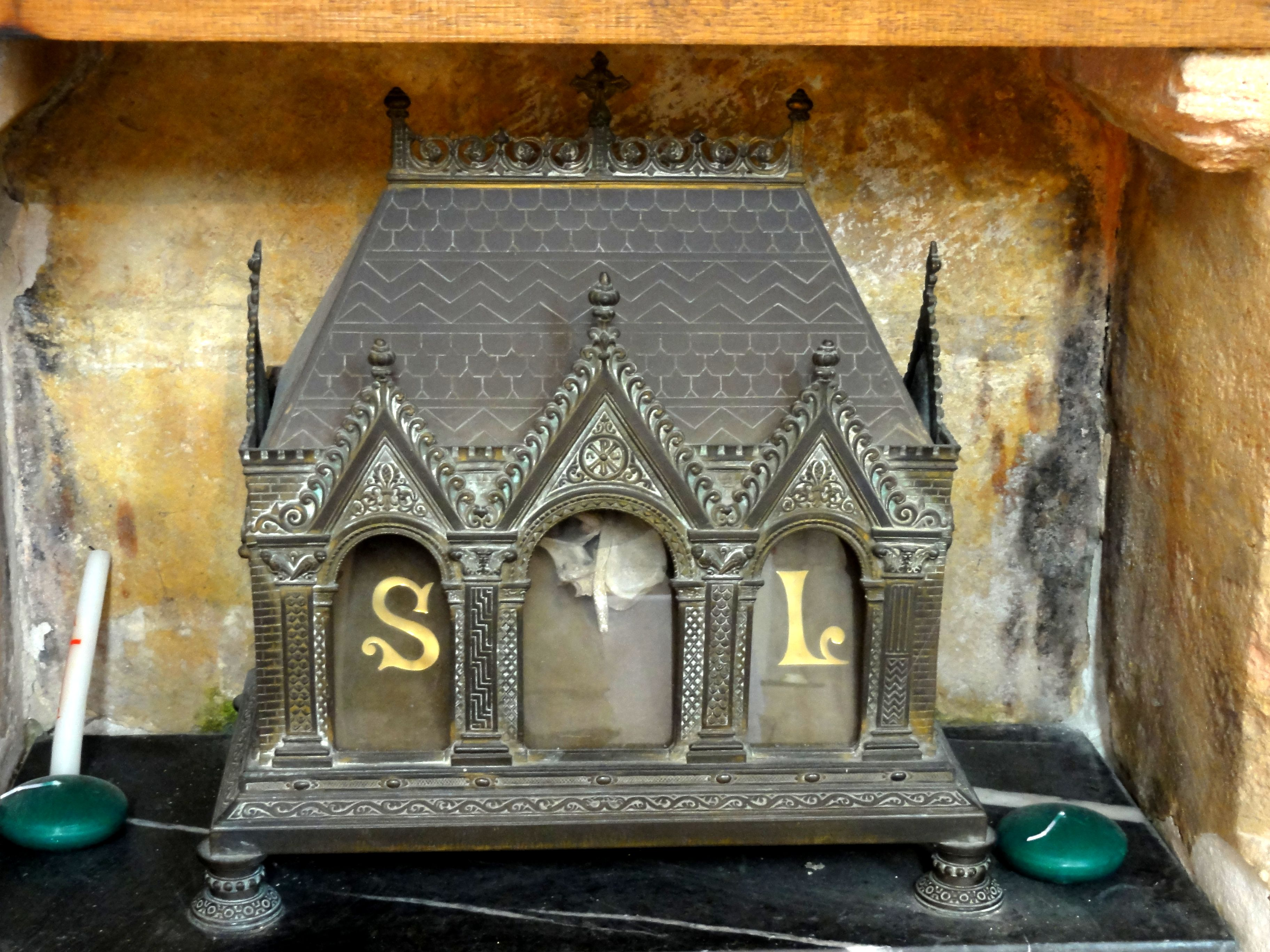
La châsse de saint Leufroy dans l'église.

- Église Saint-Leufroy (inscrite monument historique en 1930[26]) : 
D'un plan très simple, cette église gothique du XIIIe siècle est entièrement voûtée d'ogives et se compose d'une nef unique de deux travées, ainsi que d'un chœur d'également deux travées, se terminant par un chevet plat. L'édifice actuel a eu un prédécesseur roman du XIe siècle, dont restent une partie de la façade occidentale, avec un contrefort plat, ainsi que tout le mur du nord, avec également un contrefort plat (près du chœur) et deux petites fenêtres en plein cintre. 
Cette église est dotée d'un nouveau portail vers 1130 / 1140, affectant une forme en tiers-point mais toujours roman. Il possède une triple archivolte sous un gâble, dont la voussure médiane est décorée de bâtons brisés, et qui repose sur deux groupes de trois colonnettes à chapiteaux. Le porche a été ajouté bien ultérieurement. 
La nef a été rebâtie vers 1230 / 1240 et élargie vers le sud, la forte déclivité au nord ne permettant pas une extension vers ce côté. Les petits chapiteaux à crochets et le profil en amande des ogives évoquent l'ancienne nef de l'église Saint-Médard de Creil. Au sud, deux petites fenêtres en lancette simple éclairent la nef. Pour le chœur, édifié pendant la seconde moitié du siècle, le maître d'œuvre a opté également pour des lancettes simples, sauf pour la grande baie du chevet, et bien que le chœur soit plus haut que la nef, il est tout aussi austère extérieurement. 
Le vitrail de la baie du chevet est d'origine, sachant que les vitraux du XIIIe siècle sont très rares dans la région, et représente le saint patron de l'église[27]. 
Peu connue, sa fête patronale est célébrée localement le 21 juin ou le dimanche suivant.

.